# 朱秩燾
靜寧王朱秩燾（1413年—1421年），明朝慶藩唯一一代靜寧王，慶靖王朱㮵的庶第二子。

## 生平
永樂十一年（1405年）七月生。永樂十九年（1421年）四月，封靜寧王。
永樂十九年（1421年）十一月，朱秩燾去世，享年九歲，無諡號。因其無子，靜寧王的封爵被廢除。